# 행군

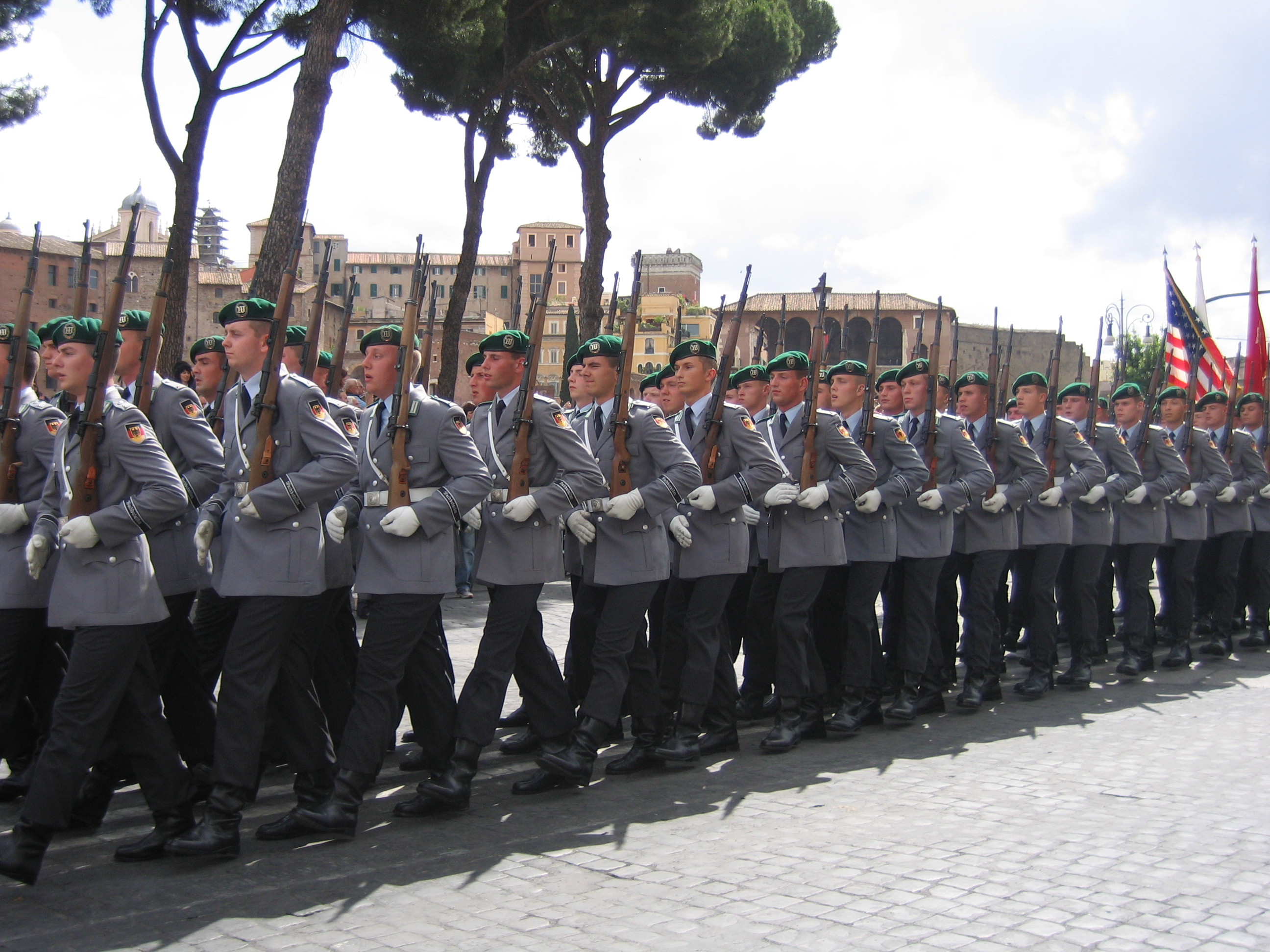
행군하는 군인들

행군(行軍, 영어: marching)은 기본적으로 군대 부대가 무리지어 이동하는 것을 말한다. 작전상 또는 훈련상의 요구에 따라서 부대가 차량이나 도보에 의하여 한 지역으로부터 다른 지역으로 이동하는 일을 일컫는다. 요즘은 보통 군사훈련에서 접하게 된다. 시간과 피로가 증가된 행군, 또는 이들 요소가 결합되어 평상시보다 큰 노력이 요구되는 행군을 강행군이라고 부르며, 이는 오늘날 일상에서도 관용적 표현으로 사용된다.

## 행군의 정의
군사작전(공격·방어 등)을 수행하기 위하여는 전투부대나 전투지원부대 및 행정근무지원부대가 각각 필요한 장소에 미리 이동해 있어야 하는 것이 전제조건이므로 각종 부대를 필요한 시간과 장소에 안전하게 이동시키기 위한 부대이동은 주된 작전에 선행되는 부수적인 한 작전의 형태로 실시되는 것이 보통이다.
부대이동의 방법에는 항공기에 의한 공중이동, 함선에 의한 해상 또는 수상이동, 육상에 있어서의 철도이동·차량이동·도보이동 등이 있으며, 그중의 어떠한 방법을 선택하는가는 이동목적, 이동지역의 지리적 여건과 전술상황, 계절 및 당시의 기상여건, 가용 이동수단의 현황 등에 따라서 결정된다.
특수한 경우를 제외하고 지상부대의 이동에는 통상 타군의 지원 없이 자군의 장비만으로도 실시할 수 있는 지상이동방법이 사용되며, 특히 철도가 없는 전투지역에서는 차량이나 도보에 의한 행군이 주이동수단으로 사용된다.
행군을 실시하기 위해서는 행군에 참여하는 예하부대로 하여금 충분한 계획기간과 정찰시간을 갖게 하기 위하여, 목적지·출발일시·이동목적 및 기타의 필요한 첩보를 내용으로 하는 준비명령을 가급적 빨리 하달하게 되며, 행군실시 전에 정찰·도로의 선정 및 정비, 출발점(IP)과 분진점(RP)의 선정, IP에 이르기까지의 통로 정찰, 연락수단의 결정, 행군중의 정비나 보급 및 재급유(再給油) 대책, 행군순서와 속도 및 밀도·통제수단 및 휴식지점이나 휴식시간의 결정, 각종 경계수단(대공 및 대지상)의 강구, 행군 중 제대간의 통신 대책 등, 행군을 실시하기 위해서 필수적인 사항 등을 결정한 후, 그 결정사항 등을 내용으로 한 작전명령(행군명령)에 의하여 주도면밀하게 실시하는 것이 상례이다.

## 행군의 역사
꾸준하고 규칙적인 행군은 로마 군단의 두드러진 특징이었다. 로마 제국의 군대 De Re Militari에 관한 유일한 논문의 저자인 Vegetius는 다음의 중요성을 언급했다.
빠르고 함께 행군하는 것을 계속해서 실천하는 것. 행군이나 가는 길에 더 큰 결과를 가져 오는 것보다 더 큰 정확성을 유지하는 것보다 더 중요한 것은 없다. 불규칙하고 무질서하게 행군하는 군대에게는 항상 패배의 위험이 있다. 그들은 5 시간에 20 마일 의 일반적인 군사 행군보다 더 빠르게 5 시간에 24 마일을 행군해야 한다. 이 속도를 초과하면 더 이상 행군하지 않고 달리고 특정 속도를 지정할 수 없다. 
군사 행진은 수 세기 동안 대부분의 유럽 국가에서 일반적인 관행이었으며, 최근 미국 독립 전쟁처럼 현재로 이어졌다. 그 이후로 군사 장비와 전술의 발전에 의해 단계적으로 철폐되었다. 그러나 행군은 군사 교육 및 훈련 의 중요한 부분으로 남아 있다.

## 행군의 종류

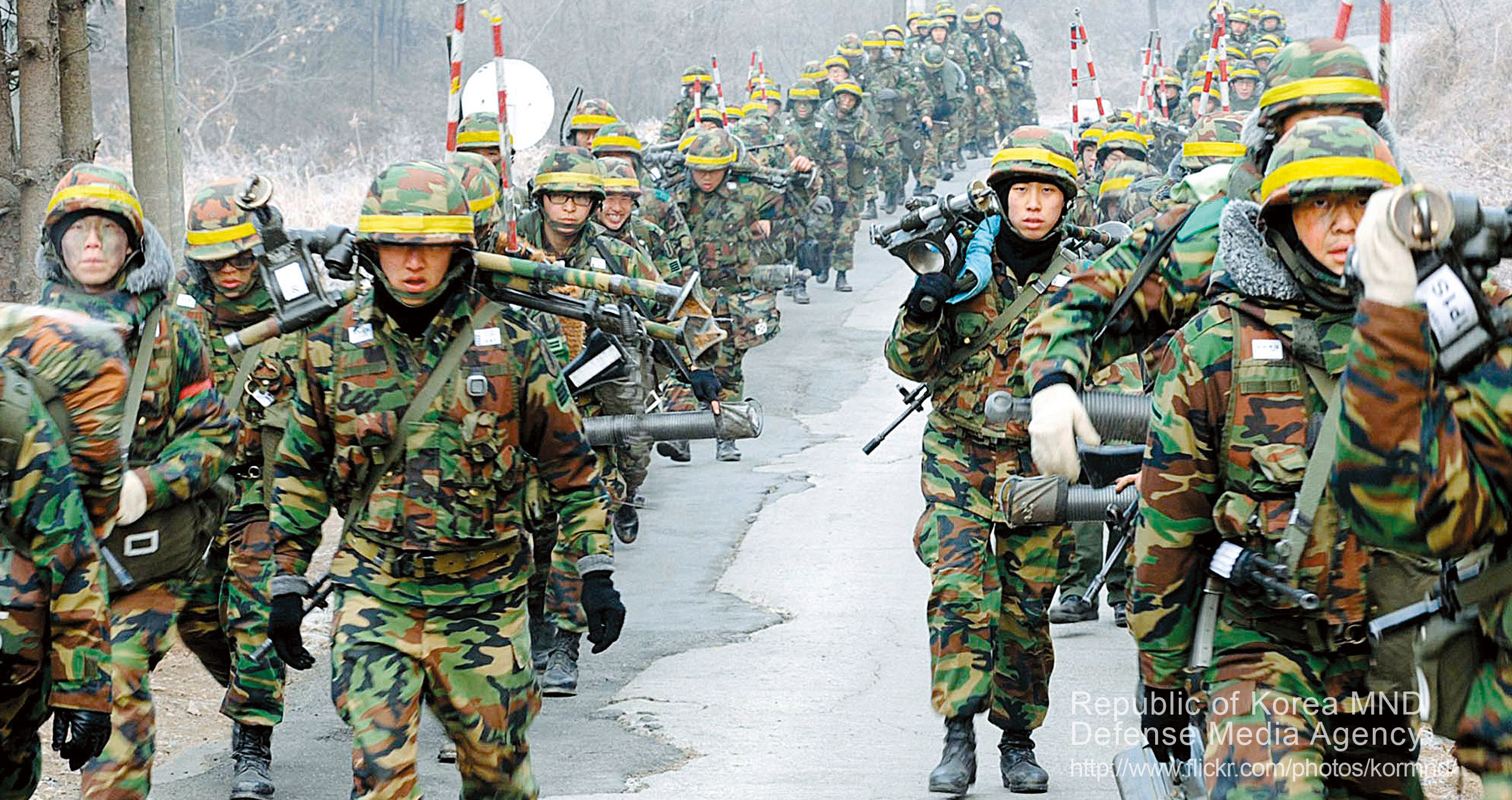
행군

1. 경계행군 - 적의 위협에 대한 경계수단을 갖추고 실시하는 전투적 전진.
2. 접적행군 - 적과의 접촉이 임박하였을 때의 전투부대의 전진대형으로, 부대가 부분적으로 또는 완전하게 전개하여 전진하는 접적이동의 최후단계임.
3. 차량행군 - 2대 이상의 차량이 동일한 지휘관의 통제하에 동일한 목적지를 향하여 이동하는 일.
4. 내한행군 - 추위를 견디는 힘을 기르기 위하여 추위를 무릅쓰고 하는 행군.
5. 급속행군 - 먼 거리를 빠르게 이동하기 위해서 하는 행군.
6. 전술행군 - 행군 도중 전술적 행동을 주로 하며 소리를 최소한으로 내는 행군

## 행군 속도
행군에는 다양한 유형의 걸음 또는 표준 속도가 있다. 각 박자에 대해 한 걸음이 발생한다. 페이스(pace)는 한 걸음의 길이를 말하며, 75 cm 또는 30"으로 가정한다. 다음은 이러한 단계의 몇 가지 예이다.
- 빠른 행군: 기본적인 이동성. 120박자/분. 미국에서는 이것을 "퀵타임"이라고 부른다.
- 이중 행군: 기본 180박자/분. 미국에서는 이것을 "더블 타임"이라고 부른다.
- 고지 행군: 킬트를 착용할 때 제대의 속도, 80박자/분.
- 소총 행군: 연대별 속도, 분당 140박자. 이중 행군과 마찬가지로, 이 행군은 보통 소총을 어깨에 걸지 않고 오솔길에서 진행되는 빠른 행군이다.
- 느린 행군: 의식 또는 행사에 적합한 속도, 60박자/분.
- 퍼레이드 행군: 보통 음악과 함께 볼 수 있으며, 영국에서 116[3]박자/분, 미국과 러시아에서 ~120박자/분.

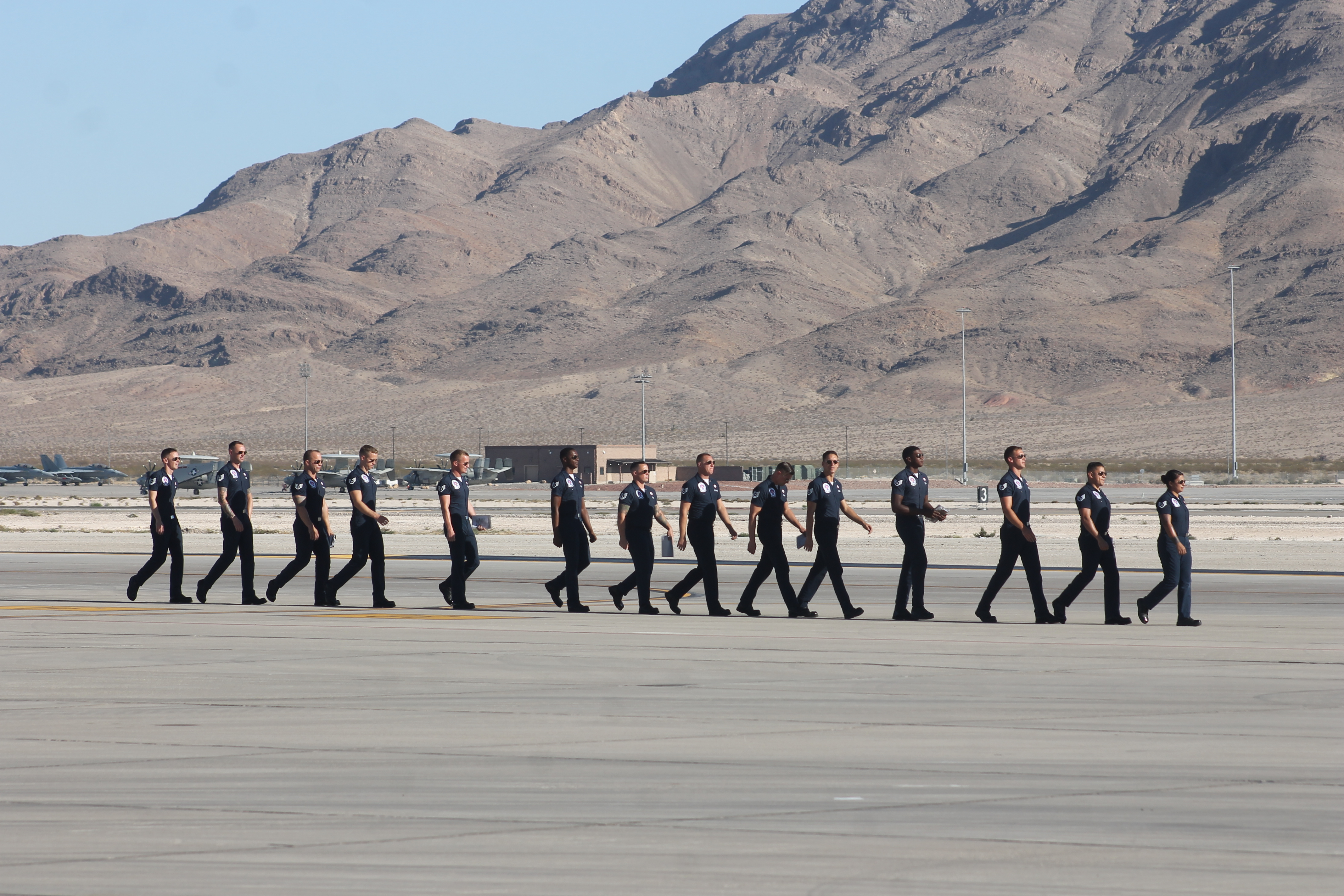
미 공군의 행군

## 각국의 행군 기술
행군 기술은 군사 단계, 국가, 군사 부문 및 상황에 따라 다양하다. 리드미컬한 행진을 위해서는 복장, 커버, 간격, 거리를 유지해야 한다.
효과적인 행군 메커니즘을 위해, 반대쪽 팔은 보통 행진하는 동안 각 다리와 함께 움직인다. 영국군과 영연방군은 팔을 곧게 펴고 손을 어깨 높이만큼 흔들면서 전진하고 이론적으로는 후진할 때 벨트 높이까지 휘두른다. 미 해병대원들은 팔을 앞으로 6인치, 뒤로 3인치씩 휘두르고, 미 육군 병사들은 팔을 앞으로 9인치, 뒤로 6인치씩 휘두른다. 일부 유럽 군대는 그네를 타는 동안 팔을 구부린다. 많은 사람들은 이러한 다른 관습들이 장거리 행진을 위한 리듬을 유지하는 데 도움이 된다고 믿는다. 미군은 보통 특정 속도나 보폭을 유지할 필요가 없는 "경로 단계"로 장거리 행진을 한다. 일부 남미 및 동유럽 국가들은 일찍이 독일군의 "기러기 걸음"으로 유명했던 뻣뻣한 다리를 들고 퍼레이드를 벌인다. 독일과 스칸디나비아의 군악대와 부대가 오른팔만 90도 직선으로 휘두른다. 스웨덴 왕립 구조대와 같은 일부 병력은 왼팔로 휘두른다. 왜냐하면 그들은 라이플을 오른팔에 가지고 다니기 때문이다.
| 행군의 요소 |
| ----------- |
| 복장        |
| 위장        |
| 간격        |
| 거리        |

## 군장
행군은 군장류를 담은 군장 및 결속품을 매고 걷는 것이다. 한국의 군장 안에는 다음과 같은 물품들이 있다.
| 군장 품목       | 결속품 품목 |
| --------------- | ----------- |
| 전투화 2켤레    | 전투 조끼   |
| 야삽            | 탄띠        |
| 반합            | 수통        |
| 모포            | 손전등      |
| 포단            |             |
| 전투복 2벌      |             |
| 야전삽          |             |
| 속옷 5벌        |             |
| 군장 덮개       |             |
| 체육복 상하 2벌 |             |
| 세면백          |             |
| 총기손질 도구   |             |

## 같이 보기
- 행진곡
- 행진